# Oligosoma zelandicum
Espèce
Synonymes
- Tiliqua zelandica Gray, 1843
- Leiolopisma zelandicum (Gray, 1843)

Statut de conservation UICN

 LC  : Préoccupation mineure
Oligosoma zelandicum est une espèce de sauriens de la famille des Scincidae.

## Répartition
Cette espèce est endémique de Nouvelle-Zélande. Elle se rencontre dans l'île du Nord et dans l'île du Sud.

## Publication originale
- Gray, 1843 : Descriptions of the reptiles and Amphibia hitherto observed in New Zealand. Travels in New Zealand, J. Murray, London, vol. 2, p. 202-206 (texte intégral).